# Qualcuno che lei conosceva
Qualcuno che lei conosceva (Something She Knows) è un film per la televisione statunitense del 1994 diretto da Eric Laneuville.

## Trama
Laurie Philips vive in una roulotte con il suo secondo marito e la figlia di 5 anni, fino all'inizio di un incubo in cui la bambina scompare e qualche giorno dopo viene trovata uccisa. Le indagini della polizia sul brutale omicidio risultano in un vicolo cieco per scoprire il colpevole e tutti gli indizi sono scomparsi. Laurie, sconvolta dall'accaduto inizia a indagare solitariamente nonostante il divieto degli inquirenti.